# Cycling Academy Team/Saison 2016
Diese Liste beschreibt die Mannschaft und die Erfolge des Radsportteams Cycling Academy Team in der Saison 2016.

## Erfolge in der UCI Europe Tour
Bei den Rennen der UCI Europe Tour im Jahr 2016 gelangen dem Team nachstehende Erfolge.
| Datum              | Rennen                        | Kat. | Fahrer       |
| ------------------ | ----------------------------- | ---- | ------------ |
| 4. Juni            | Hets Hatsafon                 | 1.2  | Guy Gabay    |
| 29. Juni           | 1. Etappe Tour de Hongrie     | 2.2  | Mihkel Räim  |
| 2. Juli            | 4. Etappe Tour de Hongrie     | 2.2  | Chris Butler |
| 28. Juni – 3. Juli | Gesamtwertung Tour de Hongrie | 2.2  | Mihkel Räim  |

## Erfolge in der UCI America Tour
Bei den Rennen der UCI America Tour im Jahr 2016 gelangen dem Team nachstehende Erfolge.
| Datum    | Rennen                   | Kat. | Fahrer      |
| -------- | ------------------------ | ---- | ----------- |
| 15. Juni | 1. Etappe Tour de Beauce | 2.2  | Mihkel Räim |
| 18. Juni | 4. Etappe Tour de Beauce | 2.2  | Mihkel Räim |

## Erfolge in der UCI Africa Tour
Bei den Rennen der UCI Africa Tour im Jahr 2016 gelangen dem Team nachstehende Erfolge.
| Datum        | Rennen                   | Kat. | Fahrer           |
| ------------ | ------------------------ | ---- | ---------------- |
| 14. November | 1. Etappe Tour of Rwanda | 2.2  | Guillaume Boivin |

## Erfolge in den Nationalen Straßen-Radsportmeisterschaften
Bei den Rennen der Nationalen Straßen-Radsportmeisterschaften 2016 konnte das Team nachstehende Titel erringen.
| Datum      | Rennen                                             | Fahrer         |
| ---------- | -------------------------------------------------- | -------------- |
| 7. Februar | Namibische Meisterschaft – Straßenrennen           | Dan Craven     |
| 18. Juni   | Israelische Meisterschaft – Einzelzeitfahren       | Aviv Yechezkel |
| 18. Juni   | Israelische Meisterschaft – Einzelzeitfahren (U23) | Aviv Yechezkel |
| 23. Juni   | Slowakische Meisterschaft – Einzelzeitfahren (U23) | Lubos Malovec  |
| 25. Juni   | Israelische Meisterschaft – Straßenrennen          | Guy Sagiv      |
| 25. Juni   | Israelische Meisterschaft – Straßenrennen (U23)    | Guy Sagiv      |
| 26. Juni   | Slowakische Meisterschaft – Straßenrennen (U23)    | Lubos Malovec  |
| 26. Juni   | Estnische Meisterschaft – Straßenrennen            | Mihkel Räim    |
| 26. Juni   | Mexikanische Meisterschaft – Straßenrennen         | Luis Lemus     |

## Abgänge – Zugänge
| Zugänge                         | Team 2015                      | Abgänge         | Team 2016        |
| ------------------------------- | ------------------------------ | --------------- | ---------------- |
| Kanada Guillaume Boivin         | Optum-Kelly Benefit Strategies | Antonio Angulo  | Antonio Angulo   |
| Chris Butler                    | Team SmartStop                 | Yoav Bär        | Unbekannt        |
| Omer Goldstein (ab 11. Juli)    | Neoprofi                       | Mário Daško     | Unbekannt        |
| Zohar Hadari (ab 13. April)     | Asfra Racing Oudenaarde        | Ben Einhorn     | Unbekannt        |
| Dan Craven                      | Team Europcar                  | Ido Zilberstein | Unbekannt        |
| Luis Lemus                      | Airgas-Safeway                 | Patryk Talaga   | Unbekannt        |
| Marko Pavlič                    | Radenska                       | Bartosz Warchoł | Whirlpool-Author |
| Mihkel Räim                     | Pro Immo Nicolas Roux          |                 |                  |
| Aviv Yechezkel (ab 26. Februar) | Asfra Racing Oudenaarde        |                 |                  |

## Mannschaft
| Teamkader 2016                            | Teamkader 2016   | Teamkader 2016     | Teamkader 2016                        |
| Name                                      | Geburtsdatum     | Land               | Vorheriges Team                       |
| ----------------------------------------- | ---------------- | ------------------ | ------------------------------------- |
| Guillaume Boivin                          | 25. Mai 1989     | Kanada             | Optum-Kelly Benefit Strategies (2015) |
| Chris Butler                              | 16. Februar 1988 | Vereinigte Staaten | SmartStop (2015)                      |
| Dan Craven                                | 1. Februar 1983  | Namibia            | Team Europcar (2015)                  |
| Guy Gabay                                 | 18. Juli 1993    | Israel             |                                       |
| Omer Goldstein (11. Jul.–31. Dez.)        | 13. August 1996  | Israel             |                                       |
| Roy Goldstein (3. Mai–31. Dez.)           | 20. Mai 1993     | Israel             |                                       |
| Zohar Hadari (13. Apr.–31. Dez.)          | 9. Mai 1994      | Israel             | Asfra Racing Team (2016)              |
| Luis Lemus                                | 21. April 1992   | Mexiko             | Airgas-Safeway Cycling (2015)         |
| Ľuboš Malovec                             | 10. Februar 1994 | Slowakei           | Dukla Trenčín Trek (2014)             |
| Wojciech Migdał                           | 27. März 1991    | Polen              | Wibatech Fuji Żory (2014)             |
| Marko Pavlič                              | 9. Februar 1993  | Slowenien          | Radenska Ljubljana (2015)             |
| Emanuel Piaskowy                          | 2. März 1991     | Polen              | ActiveJet (2014)                      |
| Mihkel Räim                               | 3. Juli 1993     | Estland            | Pro Immo Nicolas Roux (2015)          |
| Guy Sagiv                                 | 5. Dezember 1994 | Israel             | BMC Racing Team (2015)                |
| Daniel Turek                              | 19. Januar 1993  | Tschechien         | TJ Favorit Brno (2014)                |
| Aviv Yechezkel (26. Feb.–15. Aug.)        | 21. April 1994   | Israel             | Asfra Racing Team (2016)              |
|                                           |                  |                    |                                       |
| Quellen: ProCyclingStats Cycling Archives |                  |                    |                                       |